# Powiat d'Opoczno
Pour les articles homonymes, voir Opoczno (homonymie).
Le powiat d'Opoczno  (en polonais : Powiat opoczyński) est un powiat (district - une division administrative territoriale) de la voïvodie de Łódź, dans le centre-sud de la Pologne. 
Il est né le 1er janvier 1999, à la suite des réformes polonaises de gouvernement local passées en 1998 et créée en 2002.
Le siège administratif (chef-lieu) du powiat est la ville d'Opoczno , qui se situe à environ 72 kilomètres au sud-est de Łódź (capitale de la voïvodie). Il y a une autre ville dans ce powiat : Drzewica qui se situe à environ 15 kilomètres au nord-est d'Opoczno.
Le district couvre une superficie de 1 038,77 kilomètres carrés. En 2006, sa population est de 78 659 habitants, avec une population pour la ville d'Opoczno de 22 708 habitants, pour la ville de Drzewica de 3 945 habitants et une population rurale de 52 006 habitants.

## Division administrative
Le district est subdivisé en 8 gminy (communes) (2 urbaines-rurales (mixtes) et 6 rurales) :
- communes urbaines-rurales : Drzewica et Opoczno,
- communes rurales : Białaczów, Mniszków, Paradyż, Poświętne, Sławno et Żarnów.

| Gmina           | Type         | Superficie (km²) | Population (2006) | Chef-lieu |
| Gmina Opoczno   | urbain-rural | 190,5            | 35 418            | Opoczno   |
| Gmina Drzewica  | urbain-rural | 118,4            | 11 053            | Drzewica  |
| Gmina Sławno    | rural        | 128,5            | 7 421             | Sławno    |
| Gmina Żarnów    | rural        | 140,7            | 6 260             | Żarnów    |
| Gmina Białaczów | rural        | 114,5            | 5 980             | Białaczów |
| Gmina Mniszków  | rural        | 123,8            | 4 788             | Mniszków  |
| Gmina Paradyż   | rural        | 81,6             | 4 421             | Paradyż   |
| Gmina Poświętne | rural        | 140,9            | 3 318             | Poświętne |

## Démographie
Données du 31 décembre 2007.
| Description | Total  | Total | Femmes | Femmes | Hommes | Hommes |
| ----------- | ------ | ----- | ------ | ------ | ------ | ------ |
| Unité       | Nombre | %     | Nombre | %      | Nombre | %      |
| Population  | 78 473 | 100   | 39 511 | 50,35  | 38 962 | 49,65  |
| Urbain      | 26 729 | 34,06 | 13 697 | 17,45  | 13 032 | 16,61  |
| Rural       | 51 744 | 65,94 | 25 814 | 32,90  | 25 930 | 33,04  |

## Histoire
Dans la Deuxième République de Pologne, le powiat d'Opoczno fait partie de la voïvodie de Kielce. Le 1er avril 1939, le district est transféré dans la voïvodie de Łódź. Durant la Seconde Guerre mondiale, le powiat d'Opoczno est dissous et fusionné avec le powiat de Tomaszów Mazowiecki. Après la guerre de 1944 à 1950, le powiat d'Opoczn réintègre la voïvodie de Łódź. Le 1er juillet 1950, il est ré-incorporé dans la voïvodie de Kielce.
De 1975 à 1998, les différentes gminy du powiat actuel appartenaient administrativement aux voïvodies de Piotrków et de Radom.

En 1999, le powiat d'Opoczno ré-intègre la voïvodie de Łódź.